# Kordofanleeuwerik
De Kordofanleeuwerik (Mirafra cordofanica) is een zangvogel uit de familie Alaudidae (leeuweriken).

## Verspreiding en leefgebied
Deze soort komt voor van Mauritanië tot westelijk Niger en van oostelijk Tsjaad tot zuidelijk Soedan.

## Status
De grootte van de populatie is niet gekwantificeerd maar de soort wordt omschreven als schaars tot zeldzaam. Op de Rode lijst van de IUCN heeft deze soort de status niet bedreigd.